# Andrea Adolfati
Andrea Adolfati (Venezia, 1721 o 1722 – Padova, 28 ottobre 1760) è stato un compositore italiano.

## Biografia
Andrea Adolfati fu allievo di Baldassare Galuppi. Terminata la propria formazione musicale fu nominato maestro di cappella della Basilica di Santa Maria della Salute. Nel 1745 compose alcuni cori e arie per Lo starnuto di Ercole di Johann Adolf Hasse, un pasticcio per marionette rappresentato per l'inaugurazione del Teatro San Girolamo (un piccolo teatro collocato all'interno al palazzo veneziano di Angelo Labia). Sempre a Venezia Adolfati ebbe contatti con la famiglia d'Este testimoniati dalla rappresentazione il 1º gennaio 1745 del suo divertimento da camera La pace fra la virtù e la bellezza dedicato a Maria Teresa Cybo d'Este. Nel 1748 divenne direttore musicale presso la Basilica della Santissima Annunziata del Vastato di Genova. A Genova Adolfati iniziò subito a collaborare con il Teatro del Falcone dove vennero rappresentate Arianna (1750), Adriano in Siria (1751), Ifigenia (1752), Sesostri (1755). Nel 1752 Adolfati, ripresi i contatti con la famiglia d'Este, rappresentò a Modena Ipermestra. Nel 1753 fu invitato a comporre una Clemenza di Tito per la corte imperiale a Vienna; della rappresentazione abbiamo la testimonianza di Pietro Metastasio che in due lettere esprime le proprie perplessità su un allestimento organizzato in modo affretto. Dalla questa collaborazione Metastasio-Adolfati restano negli anni seguenti cordiali scambi epistolari. Nel 1760 lasciò Genova per trasferirsi a Padova, dove il 30 maggio succedette a Giacomo Rampini (che era morto il 27 maggio) nella posizione di maestro di cappella della cattedrale, incarico che mantenne solo per un breve periodo: la morte infatti lo colse il 28 ottobre.

## Considerazioni sull'artista
Adolfati fu principalmente un compositore dedito all'opera seria. I suoi lavori teatrali sono generalmente convenzionali e stilisticamente affini alle opere del suo maestro Galuppi. Allo stesso modo la sua musica sacra risente l'influenza dell'opera di Benedetto Marcello. Nonostante la sua musica segua pedissequamente la moda del suo tempo, egli compose due arie con un insolito metro: un'aria in 5/4 e un'altra in 7/4.

## Composizioni

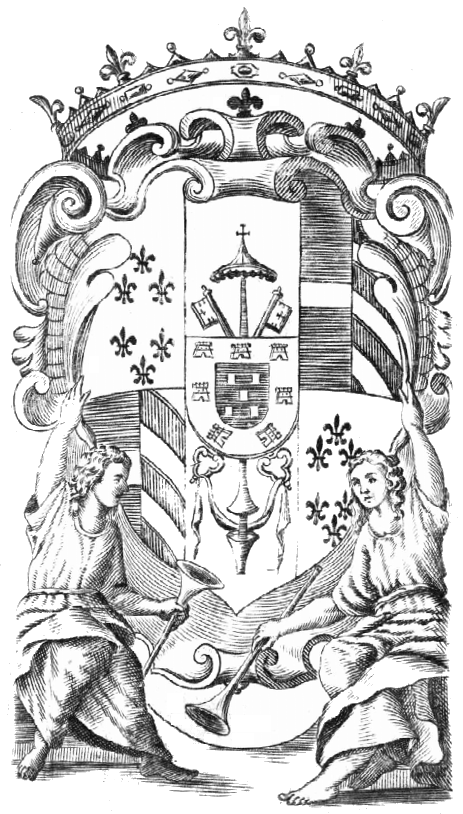
Frontespizio del libretto Didone abbandonata, Venezia 1747

### Opere
- La pace fra la virtù e la bellezza (divertimento da camera, libretto di Liborati, Pietro Metastasio, 1745, Venezia)
- Didone abbandonata (dramma, libretto di Pietro Metastasio, 1747, Venezia)
- Arianna (dramma, libretto di Pietro Pariati, 1750, Genova)
- La gloria e il piacere (introduzione per musica alla festa da ballo, 1751, Genova, 1752, Modena)
- Adriano in Siria (dramma, libretto di Pietro Metastasio, 1751, Genova)
- Ifigenia (dramma per musica, 1752, Genova)
- Ipermestra (dramma, libretto di Pietro Metastasio, 1752, Modena)
- La clemenza di Tito (dramma, libretto di Pietro Metastasio, 1753, Burgtheater di Vienna)
- Sesostri re d'Egitto (dramma, libretto da Apostolo Zeno, 1755, Genova)

### Altri lavori
- Miserere per 4 voci e strumenti
- Nisi Dominus per 1 voce, basso continuo
- Laudate per 4 voci
- In exitu per 5 voci e strumenti
- Domine ne in furore per 4 voci e strumenti
- 6 cantate per soprano e strumenti
- Già la notte s'avvicina (testo di Pietro Metastasio)
- Filen, crudo Fileno
- Perdono amata Nice (testo di Pietro Metastasio)
- Ingratissimo Tirsi
- No, non turbarti, o Nice (testo di Pietro Metastasio)
- Cantata a 2
- Varie arie
- 6 sonate per 2 violini, 2 flauti, 2 corni, fagotto e contrabbasso
- Sinfonia in fa magg.
- Ouverture in re magg.